# Morti nel 764
| Questa pagina contiene informazioni ricavate automaticamente dalle voci biografiche con l'ausilio del template Bio e di un bot. L'aggiornamento è periodico e automatico e ricostruisce completamente la pagina. Se manca una persona in questa lista, sei pregato di non aggiungerla, ma accertati piuttosto che la sua voce biografica contenga il template Bio e che i dati anagrafici siano correttamente compilati. Se il template Bio manca, inseriscilo tu stesso o, in alternativa, metti l'avviso {{tmp\|Bio}} che ne segnala la mancanza. Se i dati riportati sono sbagliati, correggi direttamente la voce biografica; le modifiche saranno visibili in questa lista entro pochi giorni. Per chiarimenti vedi il progetto biografie. La lista contiene solo le 6 persone che sono citate nell'enciclopedia e per le quali è stato implementato correttamente il template Bio. Pagina aggiornata al 26 mar 2025. |

- 17 gennaio - Giuseppe di Verona, vescovo italiano
- 5 agosto - Abele di Reims, monaco cristiano e arcivescovo cattolico scozzese
- 17 ottobre - Fujiwara no Nakamaro, politico giapponese (n. 706)
- 28 novembre - Stefano il giovane, santo bizantino
- Bregwin, arcivescovo anglosassone
- Sigered del Kent, sovrano anglosassone